# Giovanni Notta
Giovanni Battista Notta (Torino, 4 gennaio 1807 – Torino, 16 settembre 1877) è stato un politico italiano.

## Biografia
Figlio di Sebastiano e di Giuseppina Ariotti, avvocato, fu sindaco di Torino dal 1853 al 1860, quando fu nominato senatore da Vittorio Emanuele II. Il suo mandato (iniziato nel 1853 e prolungato con decreti reali nel 1856 e nel 1859) fu colpito da vicende drammatiche come la carestia dei cereali del 1853 e l'epidemia di colera del 1855-56, che provocò 1402 decessi, che lo costrinsero a sospendere il programma di opere pubbliche.
Solo dalla fine del 1857 poté intraprendere alcune ambiziose iniziative come l'ingrandimento della città verso la cittadella e la costruzione di un giardino pubblico in riva al Po. Decadde dall'incarico in seguito al decreto Rattazzi dell'ottobre 1859, che tra le altre cose riduceva il numero dei consiglieri comunali da ottanta a sessanta e limitava i poteri del sindaco a vantaggio della Giunta municipale. Fu comunque rieletto consigliere comunale nelle elezioni amministrative del gennaio 1860.
Nel frattempo si era dedicato anche all'attività politica nazionale: partecipò alle elezioni per la Camera dei deputati nel 1850, 1853 e 1857. Dal 1862 al 1866 fu prefetto, prima di Reggio Emilia e poi di Piacenza.
La sua città gli ha intitolato un giardino nei pressi di Corso Unione Sovietica.